# Tipula (Microtipula) pala
Tipula (Microtipula) pala is een tweevleugelige uit de familie langpootmuggen (Tipulidae). De soort komt voor in het Neotropisch gebied.